# Gråryggig törnskata
Gråryggig törnskata (Lanius excubitoroides) är en fågel i familjen törnskator inom ordningen tättingar.

## Utseende och läte
Gråryggig törnskata är en stor törnskata i grått, svart och vitt med lång stjärt. Honan har helvit undersida, medan honan kan uppvisa en liten rostfärgad fläck på flanken. I flykten syns stora vita fläckar på stjärtroten. Den skiljer sig från andra törnskator med svart ögonmask och grå rygg på stjärtfläckarna och den svarta linjen som förbinder svarta vingen och ögonmasken. Lätena avges i kör, en snabb blandad ramsa med sluddriga toner.

## Utbredning och systematik
Gråryggig törnskata förekommer i Afrika söder om Sahara, från Mauretanien österut till Etiopien och söderut till Tanzania. Den delas in i tre underarter med följande utbredning:
- Lanius excubitoroides excubitoroides – förekommer i sydöstra Mauretanien, västra Sudan, Mali, Tchad, nordöstra Kongo-Kinshasa och Uganda
- Lanius excubitoroides intercedens – förekommer i centrala Etiopien, nordvästra Uganda och västra Kenya
- Lanius excubitoroides boehmi – förekommer från västra Tanzania till Rwanda, sydvästra Uganda och sydvästra Kenya

## Levnadssätt
Gråryggig törnskata hittas i öppet skogslandskap, savann och jordbruksområden i östra delen av utbredningsområdet, medan den i väst bara ses i torr törnsavann. Den uppträder alltid i små, väl synliga grupper.

## Status
Arten har ett stort utbredningsområde och beståndet anses stabilt. Internationella naturvårdsunionen IUCN listar den därför som livskraftig (LC).

## Bilder

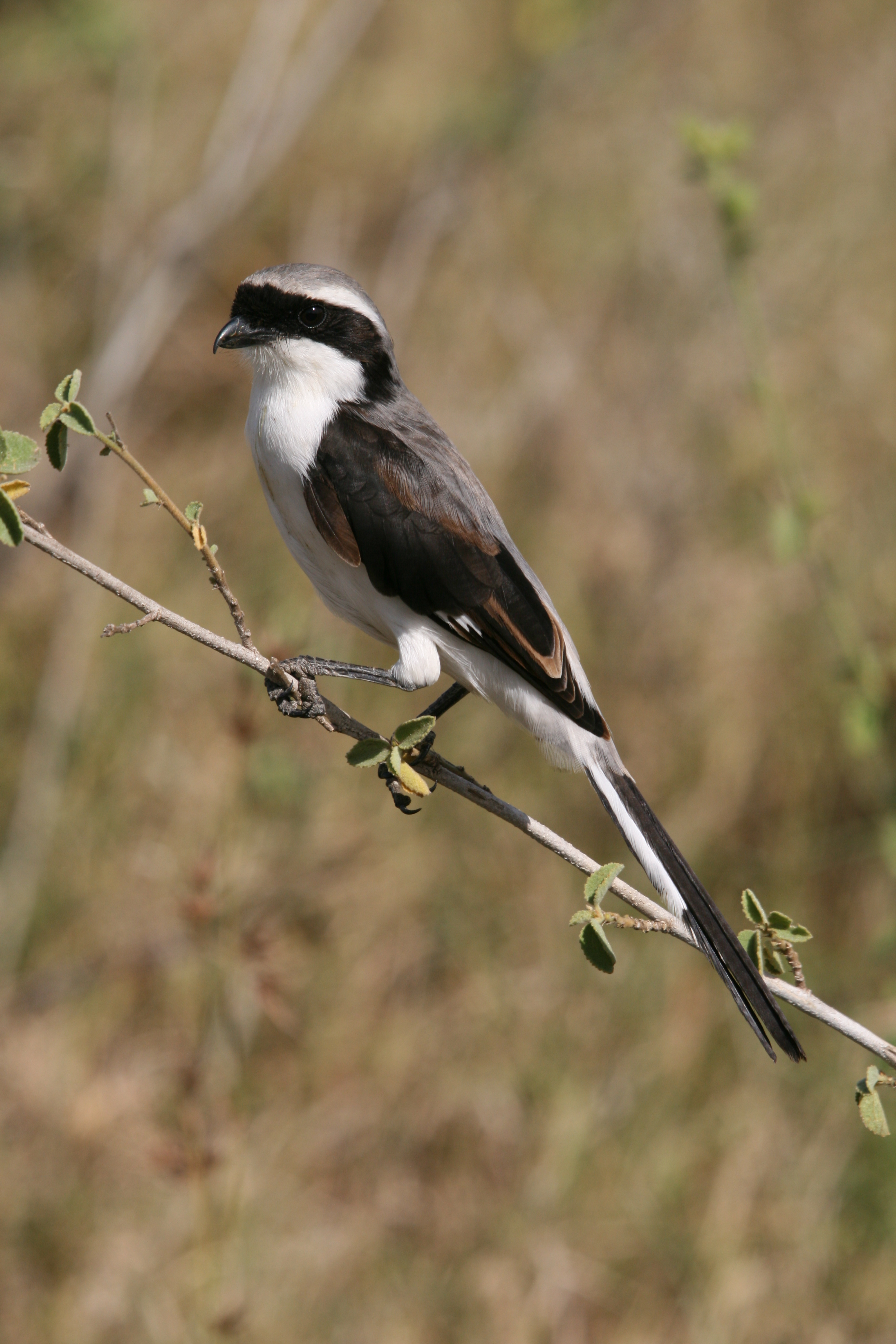
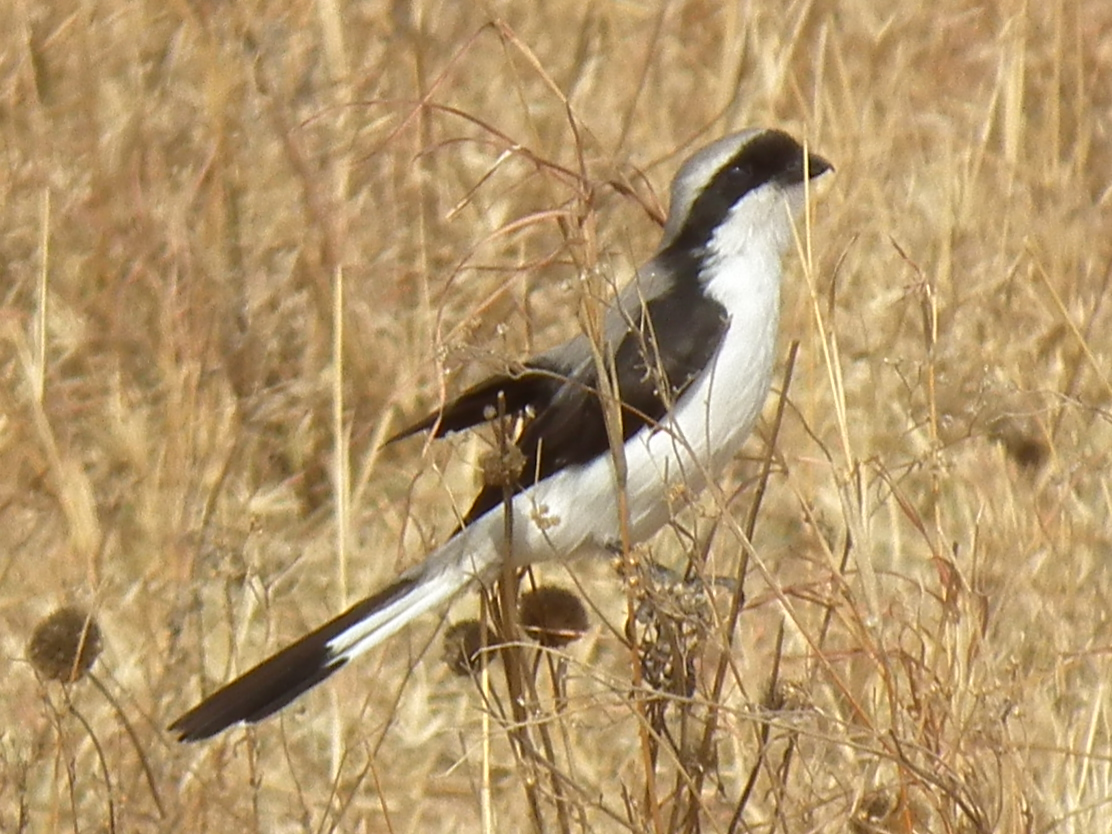
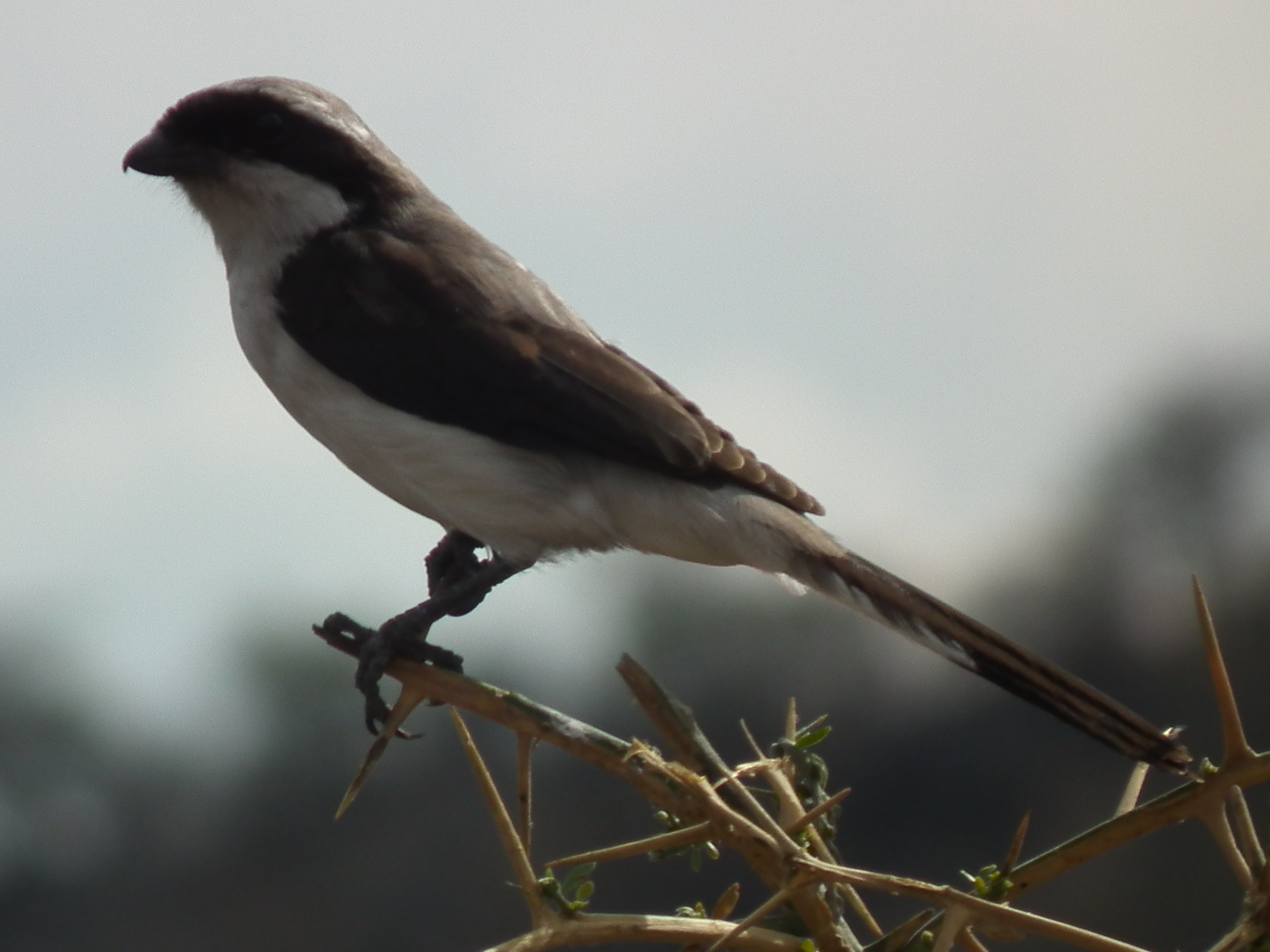
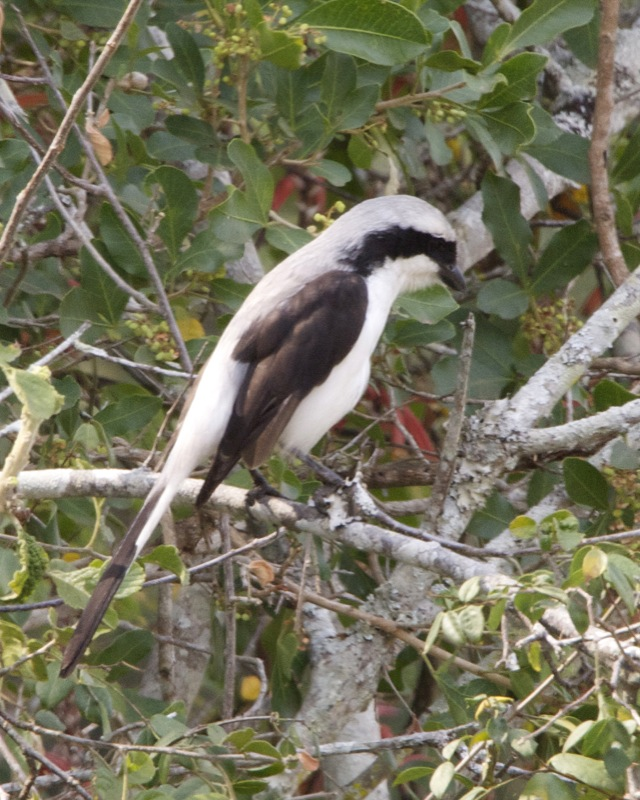